# Oborniki Śląskie
Oborniki Śląskie (Duits: Obernigk) is een stad in het Poolse woiwodschap Neder-Silezië, gelegen in de powiat Trzebnicki. De oppervlakte bedraagt 14,4 km², het inwonertal 8440 (2005).

## Verkeer en vervoer

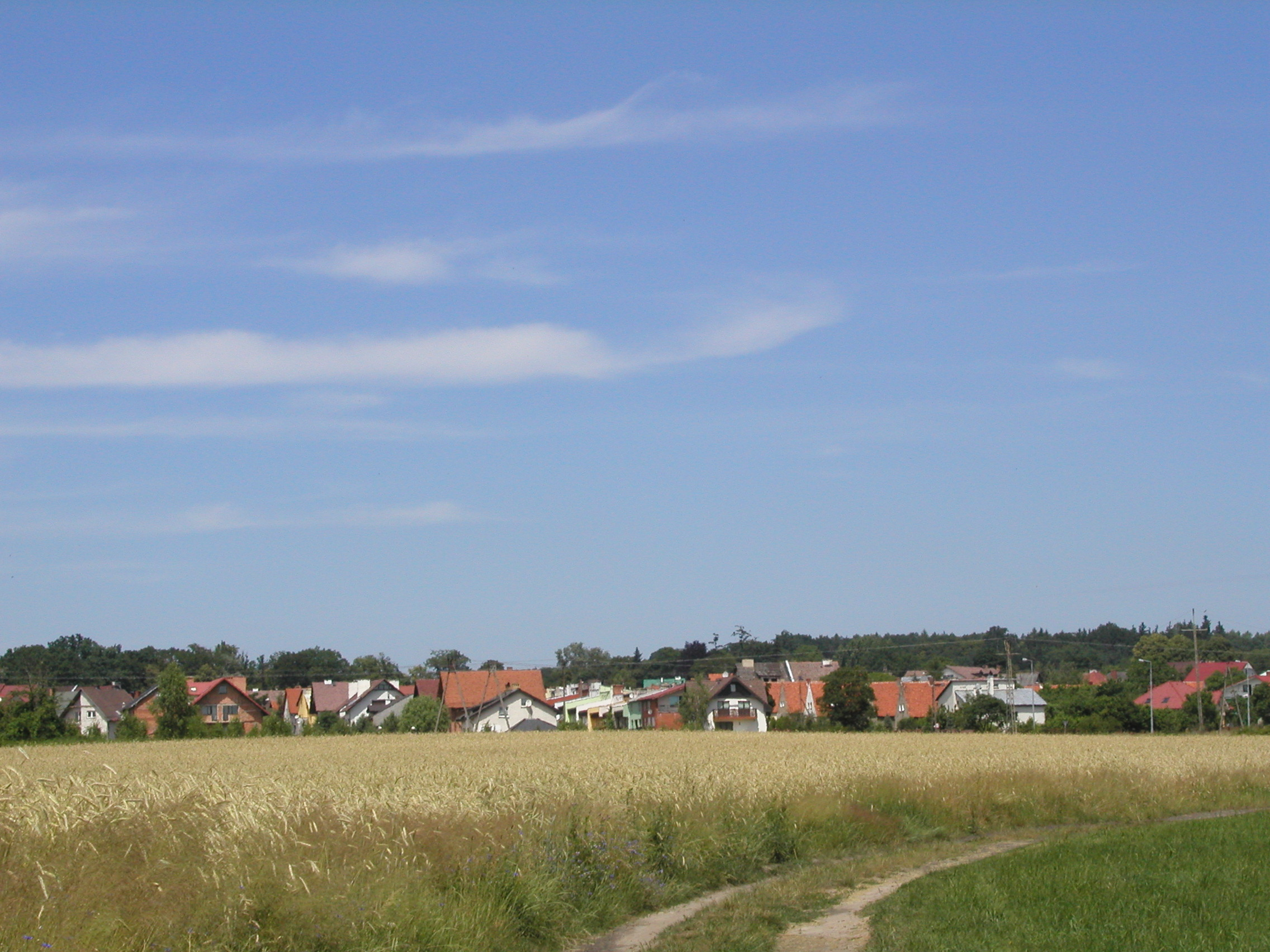
Landschap

- Station Oborniki Śląskie

## Geboren
- Ernst Laqueur (1880-1947), hoogleraar farmacologie in Gent en Amsterdam
- Bronisław Komorowski (1952), president van Polen (2010-2015)